# Nick Griffin

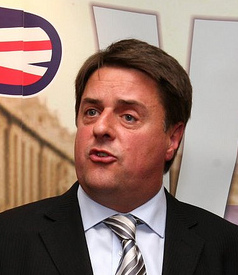
Nick Griffin 2009

Nick Griffin, född 1 mars 1959 i Barnet, London, är en brittisk politiker, tidigare ledare för British National Party och ledamot i Europaparlamentet.
Griffin blev ledare för det högerextrema British National Party 1999, då han tog över efter partiets tidigare ledare John Tyndall. Han började som många andra högerextrema i sin generation sin politiska bana i National Front, där han gick med i slutet av 1970-talet. Han gick med i BNP 1995. Griffin tog över partiledarposten 1999 efter att ha utmanat partiets grundare John Tyndall. Han har alltsedan dess försökt framstå som en nyanserad kritiker av invandring. Nick Griffin stod 2005 inför rätta för incitement of racial hatred (hets mot folkgrupp) men blev frikänd. 
Griffin har uttalat sig om att han tycker att EU ska sänka afrikanska flyktingbåtar.
"– Man kan kasta en livbåt till dem så kan de ta sig tillbaka till Libyen" säger han till brittiska BBC.
Griffin blev invald i Europaparlamentet 2009 som en av British National Partys två ledamöter. I valet till Europaparlamentet 2014 tappade partiet båda sina mandat. Griffin avgick från posten som partiledare i juli 2014 och blev i oktober samma år utesluten från partiet.